# Hohes Licht
Das Hohe Licht ist mit einer Höhe von 2651 Metern der zweithöchste Berg in den Allgäuer Alpen nach dem Großen Krottenkopf. Der Gipfel liegt im österreichischen Bundesland Tirol.

## Umgebung
Der Berg liegt 4½ Kilometer Luftlinie nordnordwestlich von Steeg im Lechtal und 14 Kilometer südlich von Oberstdorf. Benachbarte Gipfel sind im Nordosten der Wilde Mann, der Bockkarkopf, die Hochfrottspitze und die Mädelegabel. Im Süden schließen sich die Peischelspitze und die Ellbognerspitze, im Westen die Hochgundspitze und der Hochrappenkopf an. Im Nordwesten liegt die 200 Meter niedrigere Rotgundspitze.

## Erstbesteigung
Im Jahr 1854 wurde im Rahmen der Landesvermessung ein Vermessungssignal errichtet. Bei der ersten touristischen Begehung des Berges durch Hermann von Barth am 6. August 1869 war es noch vorhanden. Barth erreichte den Gipfel vom Biberkopf kommend über die Hochalpe und die Steinscharte von Nordwesten aus. Dieser Weg ist auch heute noch der Normalweg.

## Stützpunkte und Touren
- Ein geeigneter Stützpunkt zur Besteigung des Hohen Lichts über den Normalweg, den leichtesten Anstieg, ist die nordwestlich gelegene Rappenseehütte auf 2091 Metern Höhe. Von der Hütte aus ist der Gipfel in 1½ Stunden zu erreichen. Der Weg führt über die auf 2262 Metern Höhe liegende Große Steinscharte, die hier die Staatsgrenze zwischen Deutschland und Österreich markiert, auf einem gesicherten Steig mit kurzen Kletterstellen im I. Grad zum Gipfel.
- In 4½ Stunden kann das Hohe Licht durch das Hochalptal von Steeg (im Süden) aus begangen werden. Der Höhenunterschied beträgt bei dieser Tour 1527 Höhenmeter. Dieser Aufstieg eignet sich auch als Frühjahrsschitour.
- Das Hohe Licht wird oft auch als Abstecher des vielbegangenen Heilbronner Wegs bestiegen. Der zeitliche Mehraufwand beträgt dabei etwa eine Stunde.